# Justine Favart
Pour les articles homonymes, voir Favart.
Marie Justine Benoîte Favart, née Duronceray le 14 juin 1727 à Avignon et morte le 21 avril 1772 à Paris, est une danseuse, actrice, artiste lyrique et dramaturge française.
Dite Mlle Chantilly à ses débuts sur scène, elle est appelée, après son mariage, Justine Favart ou tout simplement Mme Favart.

## Biographie
Marie Justine Benoîte Duronceray est la fille de Perrette Claudine Bied et d'André René Duronceray, tous deux musiciens du roi de Pologne Stanislas Leszczynski. Justine Duronceray reçut une éducation soignée sous la protection de ce prince, apprenant la danse, la musique et la littérature.
En 1744, à la suite de sa mère qui avait obtenu un congé du roi Stanislas pour aller à Paris, elle parut à la foire Saint-Laurent de Paris sous le nom de Mlle Chantilly, première danseuse du roi de Pologne, débutant dans le rôle de Laurence dans une pièce intitulée Les Fêtes publiques, à l'occasion du premier mariage du dauphin, dans lequel elle remporta beaucoup de succès.
C'est là qu'elle rencontra Charles-Simon Favart, alors directeur de l'Opéra-Comique. Ce théâtre avait été supprimé en juin 1745, car son succès inquiétait la Comédie-Française. Pour remplir les engagements pris à l'égard des acteurs, Favart obtint en compensation la permission de jouer un spectacle pantomime à la foire Saint-Laurent. Mlle Chantilly et Mlle Gobé dansèrent à cette occasion une pantomime en un acte, Les Vendanges de Tempé, dont elles assurèrent le succès.
Favart et Mlle Chantilly se marièrent le 12 décembre 1745. Favart fut chargé, de 1746 à 1748, de constituer une nouvelle troupe au théâtre de la Monnaie de Bruxelles. Sa femme y connut un vif succès, dansant dans plusieurs opéras-comiques composés par son mari, notamment Les Nymphes de Diane (1747), Cythère assiégée et Acajou (1748).
Le couple fut engagé par le maréchal de Saxe pour diriger la troupe ambulante de comédiens dont il se faisait suivre aux armées afin de soutenir le moral de ses troupes,. Mme Favart devint la maîtresse du maréchal, puis chercha à fuir ses assiduités, ce qui valut aux deux époux des lettres de cachet : M. Favart dut se cacher à Strasbourg pendant que Mme Favart était séquestrée dans différents couvents.
Cédant aux avances du maréchal, elle fut libérée et amenée en toute discrétion au château de Chambord, que Maurice de Saxe avait reçu en cadeau de Louis XV pour ses bons et loyaux services. Les deux lettres de cachet furent révoquées et, à la mort du maréchal en 1750, les Favart purent retourner à Paris. Elle y abandonna la danse et débuta comme actrice à la Comédie-Italienne le 5 août 1749. Sa carrière théâtrale fut une suite de succès, non seulement dans les œuvres de son mari, mais aussi dans tout le répertoire des opéras-comiques de l'époque. Elle interrompt sa carrière, en 1764
Dans l'édition en dix volumes des œuvres du couple Favart, paru en 1763-1772 chez Duchesne (Paris), le tome V est consacré de façon exclusive aux œuvres dramatiques de Marie Justine Favart. Il s’agit des pièces suivantes :  
- Les amours de Bastien et Bastienne, parodie du Devin de village (1753) ;
- La feste d’amour, ou Lucas et Colinette, petite pièce en vers et en un acte (1754) ;
- Les ensorcelés, ou Jeannot et Jeannette, parodie des Surprises de l’amour (1757) ;
- La fille mal gardée, ou Le pédant amoureux, parodie de la Provençale (1758) ;
- La fortune au village, parodie d’Églée (1760) ;
- Annette et Lubin, comédie en un acte et en vers (1762)[10].

Selon son mari : 

« Une gaieté franche et naturelle rendait son jeu agréable et piquant : elle n’eut point de modèles, et en servit. Propre à tous les caractères, elle les rendait avec une vérité surprenante. Soubrettes, amoureuses, paysannes, rôles naïfs, rôles de caractère, tout lui devenait propre ; en un mot, elle se multipliait à l’infini, et l’on était étonné de lui voir jouer, le même jour, dans quatre pièces différentes, des rôles entièrement opposés […] elle imitait si parfaitement les différents idiomes et dialectes, que les personnes dont elle empruntait l’accent la croyaient leur compatriote. »

 Elle fut la première à adapter son costume aux personnages qu’elle interprétait.
Tombée malade en juin 1771, elle mourut le 21 avril 1772, âgée de 44 ans. Son mari, de dix-sept ans son aîné, lui survécut vingt ans.

## Hommages
Les époux Favart ont donné leur nom à la seconde dénomination du théâtre national de l'Opéra-Comique à Paris, également nommé « salle Favart » mais aussi à une pièce du château de Chambord.